# Athénée royal Crommelynck
 (août 2021).
Si vous disposez d'ouvrages ou d'articles de référence ou si vous connaissez des sites web de qualité traitant du thème abordé ici, merci de compléter l'article en donnant les références utiles à sa vérifiabilité et en les liant à la section « Notes et références ».
L’Athénée royal Crommelynck est une école secondaire publique francophone belge située à Woluwe-Saint-Pierre, en région de Bruxelles-Capitale. Organisé par Wallonie-Bruxelles Enseignement, l'athénée contient de surcroît une école fondamentale.

## Fondation
L'Athénée Royal de Woluwe-Saint-Pierre a été fondé en 1956.
Ce n'est qu'en 1994, à la suite du suicide des pianistes Patrick et Taeko Crommelynck, qu'elle prend le nom d'Athénée Royal Crommelynck, en hommage non seulement aux deux pianistes mais également à leur famille tout entière composée entre autres du dramaturge et metteur en scène Fernand Crommelynck.
L'Athénée a fêté en 2006 ses 50 ans d'existence.

## Situation
L'Athénée Royal Crommelynck est situé à Woluwe-Saint-Pierre (Bruxelles). Le bâtiment est accessible via l'avenue Orban (no 73), et par l'avenue Salomé (no 13).